# 郵便事故
郵便事故（ゆうびんじこ）とは、郵便物が取り扱われている際に発生した不測の事態（事故）を指す言葉。

## 概要
郵便事故は、一般的には誤配達、遅延、毀損、汚損（雨濡れなど）の不着や亡失・落失する事故をいう。また、予定日を過ぎて配達される遅配も郵便事故として扱われることがある。郵便事故に遭遇した郵便物はクラッシュカバーなどと呼ばれる。

## 日本における郵便事故
日本においては、郵便番号を含めた宛名が正しく書かれていないことによって不着となったり、郵便事業に従事する職員による故意あるいは過失により毀損あるいは汚損することがある。また、台風などの天災や、輸送手段自体の遅延などで遅配・不着となるケースもある。
- 主な郵便事故
  - 1954年 - 洞爺丸事故により青函連絡船洞爺丸が沈没。洞爺丸には北海道から本州方面への郵便物が積載されており、沈没によって多くの郵便物が損壊、亡失。

日本においては、配達員などの郵便事業に従事する関係者が郵便物を隠匿したり、宛先に届けずに廃棄することは郵便法に違反する（第77条違反）。こうした関係者による故意に発生した郵便事故は、日本郵便四国支社で2015年に発覚した約3万通の不配達、東北支社管内で2018年に発覚した約3万7千通の不配達などがある。